# Tanaisia fedtschenkoi
Tanaisia fedtschenkoi är en plattmaskart. Tanaisia fedtschenkoi ingår i släktet Tanaisia och familjen Eucotylidae. Inga underarter finns listade i Catalogue of Life.